# Miranda (Venezuela)
Miranda (spanyolul: Estado Miranda) Venezuela egyik szövetségi állama.

## Történet
A 19. században az állam Caracas része volt, az első népszámlálást 1891-ben tartották. 1900-tól önálló, a központjai St. Lucia, Petare, Ocumare del Tuy, majd 1909-től Los Teques. 1924-ben ebben az államban jött létre Venezuela első modern papírgyára. 1967-ben a Richter-skála szerinti 6,3-es erősségű földrengés volt az államban, melynek során 240 ember vesztette életét. 1999-ben El Guapo régióban heves esőzések okoztak károkat.

## Közigazgatás
Az állam 21 megyéből áll. Megyék:
- 1. Acevedo Caucagua
- 2. Andrés Bello San José de Barlovento
- 3. Baruta Nuestra Señora del Rosario de Baruta
- 4. Brión Higuerote
- 5. Buroz Mamporal
- 6. Carrizal Carrizal
- 7. Chacao Chacao
- 8. Cristóbal Rojas Charallave
- 9. El Hatillo El Hatillo
- 10. Guaicaipuro Los Teques
- 11. Independencia Santa Teresa del Tuy
- 12. Lander Ocumare del Tuy
- 13. Los Salias San Antonio de los Altos
- 14. Páez Río Chico
- 15. Paz Castillo Santa Lucía
- 16. Pedro Gual Cúpira
- 17. Plaza Guarenas
- 18. Simón Bolívar San Francisco de Yare
- 19. Sucre Petare
- 20. Urdaneta Cúa
- 21. Zamora Guatire

## Földrajz
Döntően dombos nagy lejtőkkel és keskeny völgyekkel. Földrajzilag két része osztható: Valles del Tuy és La Depresión de Barlovento. A fő folyó a Tuy. A vízi lelőhelyek száma igen kicsi, mert az állam a legnagyobb városi területen helyezkedik el. Sok faluban nincs rendes ivóvízellátás sem.
Nemzeti parkok:
- Avila Nemzeti Park
- Guatopo Nemzeti Park
- Tacarigua Lagoon Nemzeti Park
- Macarao Nemzeti Park

## Éghajlat
A parthoz közeli, Barlevento régióban a hőmérséklet igen magas, valamint magas a páratartalom.
Altomorandina régióban a hőmérséklet a száraz évszakban (decembertől márciusig) 10 és 23 fok között ingadozik. Az esős évszak első két hónapjában akár 33 fokig is felkúszhat, a többi hónapban 16 és 25 fok között mozog.

## Gazdaság
A fő iparág a mezőgazdaság. A fő termények a kakaó, különféle zöldségek és gyümölcsök. A legfontosabb ásványkincs a mészkő. Egyre fontosabb szerepet kap a turizmus.